# Robert Wampfler
Robert Wampfler, född 10 januari 1896, var en schweizisk längdåkare. Han var med i de Olympiska vinterspelen 1928 i Sankt Moritz och kom på 17:e plats på 50 kilometer.